# Thématique des mangas et anime
 (février 2008).
- Si vous ne connaissez pas le sujet, laissez ce bandeau (vous pouvez alors contacter les auteurs).
- Si vous supprimez le contenu mis en cause (vous pouvez préalablement contacter les auteurs),

argumentez précisément cette suppression dans la page de discussion
(un manque de référence n'est pas un argument ; une recherche réelle de référence doit avoir été effectuée, être formellement documentée).
 (septembre 2014).
Si vous disposez d'ouvrages ou d'articles de référence ou si vous connaissez des sites web de qualité traitant du thème abordé ici, merci de compléter l'article en donnant les références utiles à sa vérifiabilité et en les liant à la section « Notes et références ».
Les mangas et anime abordent des thèmes très diversifiés, souvent plus que les bandes dessinées ou les comics. La plupart des œuvres utiliseront en général deux ou trois thèmes.

## Action

### Sport
Ces histoires mettent en scène des sportifs. En général, il s'agit de débutants qui se forgent un destin à force de travail. Le sport sert souvent de prétexte à un récit initiatique (généralement sur la persévérance ou l'esprit d'équipe) ou à une histoire d'amour ou d'amitié. Ces histoires sont majoritairement destinées à un public féminin japonais, bien qu'ayant un public masculin important chez nous. Dans cette catégorie, on pourra citer Olive et Tom, Jeanne et Serge, Touch (Théo ou la Batte de la victoire), et plus récemment Suzuka, Prince of Tennis, Eyeshield 21...
Il faut savoir que le sport a une place importante au Japon, notamment à l'école, donc pour le public visé par ces mangas.

### Mecha
Symbole des mangas pour pas mal de personnes, les mecha ou robots, sont un thème très populaire, avec des séries très diverses telles que Gundam seed ou Full Metal Panic!. Ils incarnent la possibilité de se transcender et l'avenir du pays, reposant essentiellement sur sa haute technologie. Les Japonais voient plutôt les robots comme des objets de compagnie, tel que Aibo ou l'héroïne de Chobits, que comme des outils.

### Nekketsu
Le genre Nekketsu (qui signifie littéralement "sang bouillant" et est souvent désigné à tort par le terme Shōnen manga qui est en réalité une cible éditoriale dont un des sous-genre est le Nekketsu) est architecturé autour d'un personnage ou d'un groupe de personnages (avec un personnage mis en avant) qui vont de combat en combat. L'histoire se recouvre fréquemment avec le récit initiatique et peut chercher à transmettre des valeurs telles que l'esprit d'équipe, la persévérance, la capacité à vaincre un mauvais destin, à faire face, l'amitié. On notera Dragon Ball, Ken le Survivant, Tenjou Tenge, One Piece, Naruto...

### Magical girl
Le genre Magical girl a été rendu populaire par Gigi magique ; ces histoires mettent en scène une jeune fille (désormais, plutôt un groupe de jeunes filles) qui est ou se découvre dotée(s) de pouvoir magique et lutte contre une force maléfique, ou pour aider ses amis. Elles portent souvent les mêmes valeurs que les shônen de baston, la violence graphique en moins, grâce à l'intermédiaire de la magie. Généralement, elles doivent dissimuler leurs capacités aux yeux de la majeure partie de la population. Dans ce genre, on trouvera le classique Sailor Moon, Cardcaptor Sakura, et plus récemment Mai HiME, Nanoha...

### Voitures
À l'image de notre Michel Vaillant, les mangas parlant de courses automobiles ou mettant en scène des justiciers en voiture (voire des justiciers-voitures) sont très populaires. On se rappellera Pole Position et on trouvera de nos jours Initial D ou Capeta. Il peut être dérivé avec motos, hors-bord, vaisseaux en tout genres, à l'image d'Ōban, Star-Racers.

## Relations humaines

### Harem
Le motif appelé harem est utilisé pour parler de manga dans lequel le personnage principal est entouré d'un grand nombre de personnages du sexe opposé, avec qui il doit souvent cohabiter. Cette situation répond aux fantasmes d'adolescents et d'hommes introvertis de séduire malgré eux la gent féminine et d'avoir toutes les femmes pour eux. De fait, un jeune homme, généralement maladroit – voire en échec – et passant inaperçu se retrouve entouré de jeunes femmes, avec qui il doit parfois cohabiter, qui ne semblent généralement pas insensibles à son charme jusque-là caché, et se demande vers laquelle il doit se tourner. Dans la plupart des cas, les personnages féminins commencent par détester le personnage masculin avant de se rendre compte de son bon fond. Bien que ce motif soit principalement utilisé dans les œuvres pour un public masculin, il existe aussi des œuvres dédiées à un public féminin qui reprennent le même modèle. On pourra citer Love Hina, Ichigo 100%, Mahou sensei Negima, Amaenaide yo!!...

### Amour
Dans les shônen, l'amour est généralement traité sous la forme d'un adolescent qui n'ose avouer ses sentiments à la dame de ses pensées qu'il observe de loin, et qui se trouve par chance auprès d'elle. Parmi ces œuvres, on pourra citer Pastel, School Rumble, Suzuka, I"s...
Dans les shōjo manga, l'accent est plutôt mis sur une relation, et sur les relations entre l'héroïne et ses amies (et rivales). On pourra noter Lui ou rien ! ou C'était nous.

### Triangle amoureux
Simple variante du précédent, et sans doute la plus rencontrée, trois protagonistes sont amoureux les uns des autres, soit dans un triangle fermé (A aime B qui aime C qui aime A) soit dans un triangle ouvert (A et C aiment B, B aime C qui cette fois n'aime pas A...). Un exemple de triangle complexe est Kimi ga nozomu eien (A et B aiment C, C aime A et apprend à aimer B).

### Gakuen(«Milieu scolaire»)
Ces histoires sont caractérisées par le fait qu'elles se passent principalement dans le milieu scolaire. Il peut s'agir d'histoire de professeur (Great Teacher Onizuka, Gakuen Heaven) ou d'élèves. Elles mettent donc en scènes la vie des écoliers japonais, souvent sous un jour moins difficile que dans la réalité.

### Tranches de vie
Ces histoires simples et généralement lentes racontent la vie quotidienne d'une personne ou d'un groupe d'amis. Il n'y a pas d'intrigues ou de choses extraordinaires. Travail, amitié et amour sont généralement les éléments scénaristiques mis en œuvre. Dans les productions récentes, on notera Honey and Clover, Koi Kaze, Azumanga Daioh, Marmelade Boy, Maison Ikkoku.

## Genres littéraires

### Récit initiatique
Comme chez nous, le récit initiatique suit l'évolution d'un personnage vers la "compréhension". À noter qu'il ne s'agit pas toujours d'une évolution positive...

### Horreur
Exemples : Tomié, Hellsing, Urotsukidoji, Gilgamesh (anime), Red Garden, Ghost Hunt...

### Roman noir/policier
Voir également Suiri. Si on trouvera des histoires policières -plus ou moins- classiques tel que Arcana ou Les Enquêtes de Kindaichi, plus tard imité par Détective Conan, on pourra également trouver dans cette catégorie les anime sur le vol tel que Lupin III ou des séries plus récentes tel que Monster ou Death Note.

### Aventure
Où l'action est centrée sur la découverte et le voyage dans l'univers dans lequel les héros évoluent. On pourra citer One Piece comme exemple très connu.

### Histoire
Les japonais aiment bien l'histoire et la leur en particulier. On trouve de fait nombre de mangas historiques (plus ou moins adaptés de faits réels voire de l'époque réelle) sur la période des samouraïs ou les bombardements atomiques, ou sur l'histoire d'autres pays, comme des adaptations d'œuvres telles que les 3 mousquetaires ou le comte de MonteCristo ou les histoires de Chrisophe Colomb. Voir Jidaimono.

## Intérêt subsidiaire
Certains anime tournent autour de sujets assez uniques, ce qui en fait parfois des succès. Ainsi, Hikaru no go parle d'un joueur de Jeu de go.

### Cuisine
Moins classique et moins connu, la cuisine est un thème fréquent des mangas, souvent destiné aux femmes. De jeunes gens s'affrontent au sein de concours pour accomplir leur rêve: devenir le meilleur cuisinier/boulanger/pizzaiolo. Pour cela, ils doivent généralement créer de nouveaux plats (tous très originaux, mais pas forcément à tester) pour séduire un jury. Un grand succès récent est Yakitate!! Japan.
Voir aussi Mister Ajikko ou encore Food Wars!

### Danse/Musique/Chanson
Ces histoires tracent le récit de personnes ou de groupes, généralement imaginaire, qui essaye de s'imposer dans le monde musical ou tout simplement de rester fidèle à eux-mêmes dans le monde du show-business. Cela peut donner des histoires touchantes comme Full Moon wo sagashite, Nana, Your Lie in April ou plus traditionnelles (mais non moins intéressantes) comme Beck.

## Sexualité et orientation sexuelle

### Ecchi
Le mot ecchi est utilisé pour qualifier une catégorie de manga et d’anime qui présentent du contenu à connotation sexuelle, généralement pour créer un effet comique. Les œuvres ecchi s’adressent à un public cible majoritairement masculin que ce soit shōnen ou seinen. Par contre, certaines œuvres destinées à un auditoire féminin présentent aussi des caractéristiques du ecchi.
La catégorie ecchi regroupe les œuvres qui exploitent le thème de la sexualité. Les moyens généralement utilisés sont des références ou des quiproquos à propos de la sexualité (phrases à double sens, propos pris hors contexte) dans les dialogues, ainsi que la représentation visuelle de la sexualité, par des quiproquos visuels (personnage dans une position évoquant une relation sexuelle), les vêtements (sous-vêtements, cosplay, vêtements fétiches, etc.), la nudité et la représentation de certains gestes (toucher ou regarder certaines parties du corps). Certains personnages (héros obsédé sexuel ou pédophile) et certains éléments (harem) sont aussi récurrents dans les ecchi.
Par exemple, Gacha gacha, Ichigo 100%, Pastel, Bleu indigo...

## Univers de fiction
Rarement un thème, l'univers donne une coloration à l'histoire.
- Science-fiction : comprenant entre autres le thème « Mecha », le style science-fiction est très répandu : Akira, Evangelion, Vandread... On peut noter plusieurs courants:
  - Cyberpunk : l'arrière-plan est focalisé sur la société et les technologies de l'information (Appleseed, Ghost in the Shell, Serial Experiments Lain).
  - Space opera : l'histoire de fond se concentre généralement sur de grandes batailles spatiales, dans l'esprit de Star Wars.
  - Steampunk : utilise un univers à la Jules Verne, une "science fiction du XIXe siècle". Récemment, on notera le film du studio Ghibli Le Château ambulant, l'esthetique de Fullmetal Alchemist ou plus simplement Steamboy.
- Fantasy : deuxième grosse catégorie d'univers, la fantasy fait jeu égal avec la science-fiction en termes de quantité de sortie. On trouve de nombreux sous-genres. Quelques références marquantes: Berserk, Cardcaptor Sakura, Final Fantasy, Slayers, ou plus récemment Shakugan no Shana...
  - Dark fantasy : univers mettant en scène des vampires ou autres. Généralement lié au thème Horreur. Hellsing en est un exemple.
  - Fantasy urbaine : univers mêlant magie, créatures imaginaires et monde d'aujourd'hui. Exemple précité: Shakugan no Shana.
  - Magical Girl : voir plus haut.
  - Haute fantasy ou Médiéval-fantastique : Univers propice aux épopées, avec magie, monstres... Basara, Final Fantasy en est un exemple.
  - Heroic fantasy : spécialisation du précédent, plus centré sur un personnage...exemple  Claymore.
  - Space fantasy : univers de Space opera autorisant le recours à des capacités similaires à la magie.